# Оденталь
Оденталь (нем. Odenthal) — община в Германии, в земле Северный Рейн-Вестфалия. Подчиняется административному округу Кёльн. Входит в состав района Рейниш-Бергиш. Население составляет 14960 человек (на 31 марта 2020 года). Занимает площадь 39,87 км². Община подразделяется на 32 сельских округа (поселения).

## География

### Положение

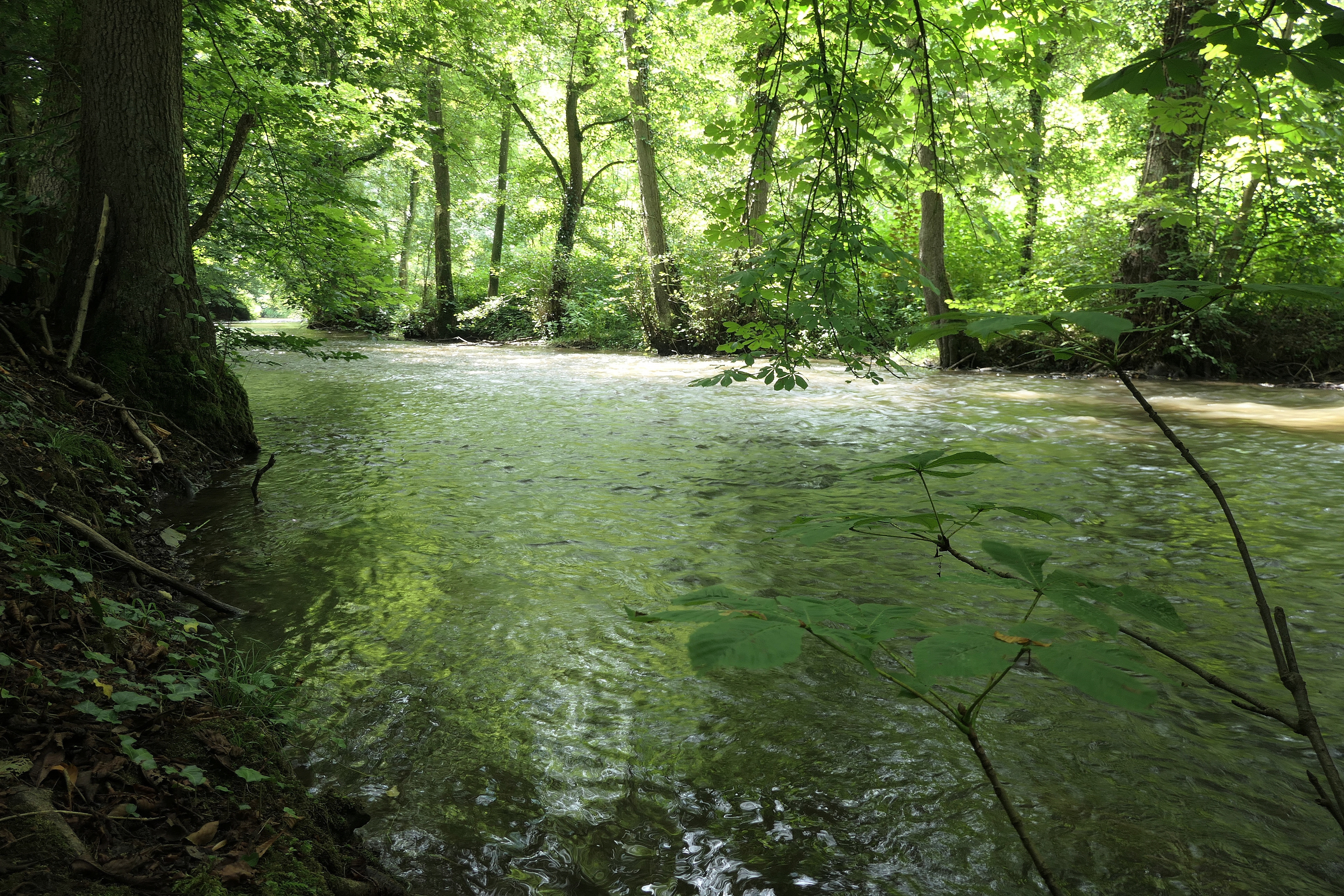
Река Дюнн у Альтенберга

Коммуна Оденталь расположена на западной окраине Бергишес-Ланд и характеризуется значительной залесённостью. Самая важная река - Дюнн. В её долине построено крупное водохранилище (Große Dhünntalsperre), частично входящее в коммуну.
Самая высокая точка коммуны находится на шоссе L 310 недалеко от Гроссехайде  (252 м над уровнем моря), а самая низкая на выходе реки Дюнн из коммуны недалеко от Ховерхофа (69 м.
В нескольких километрах от Буршайда имеется выход на автобан A 1, в Леверкузене на автобан A 3 и в Бергиш-Гладбахе на автобан A 4.

### Соседние территории
По соседству находятся города Леверкузен, Буршайд, Вермельскирхен и Бергиш-Гладбах, а также сельская коммуна Кюртен.

### Охрана природы
На горно-лесной территории коммуны Оденталь организовано восемь природоохранных территорий, занимающих около 1648 га.
Среди них: биотоп ВК-4908-077.

## Достопримечательности
Центром притяжения туристов является поселение Альтенберг с Альтенбергским собором (Altenberger Dom), который сейчас используется одновременно протестантами и католиками бывшего цистерцианского монастыря (Abtei Altenberg). "Сказочный лес Альтенберг" недалеко от собором - излюбленное место отдыха детей. Он существует с 1931 года и показывает около 20 сцен из известных сказок с миниатюрными фигурками. С 1950-х годов в ресторане Мерхенвальд (Märchenwald) действует музыкальный фонтан-орган с ручным управлением.
В центре коммуны Оденталь популярностью пользуются фахверковые дома и приходская церковь Св. Панкратия (St. Pankratius) в романском стиле. В башне этой церкви находится самый старый и до сих пор используемый колокол в Рейнской области.

## Виды исторического центра Оденталя

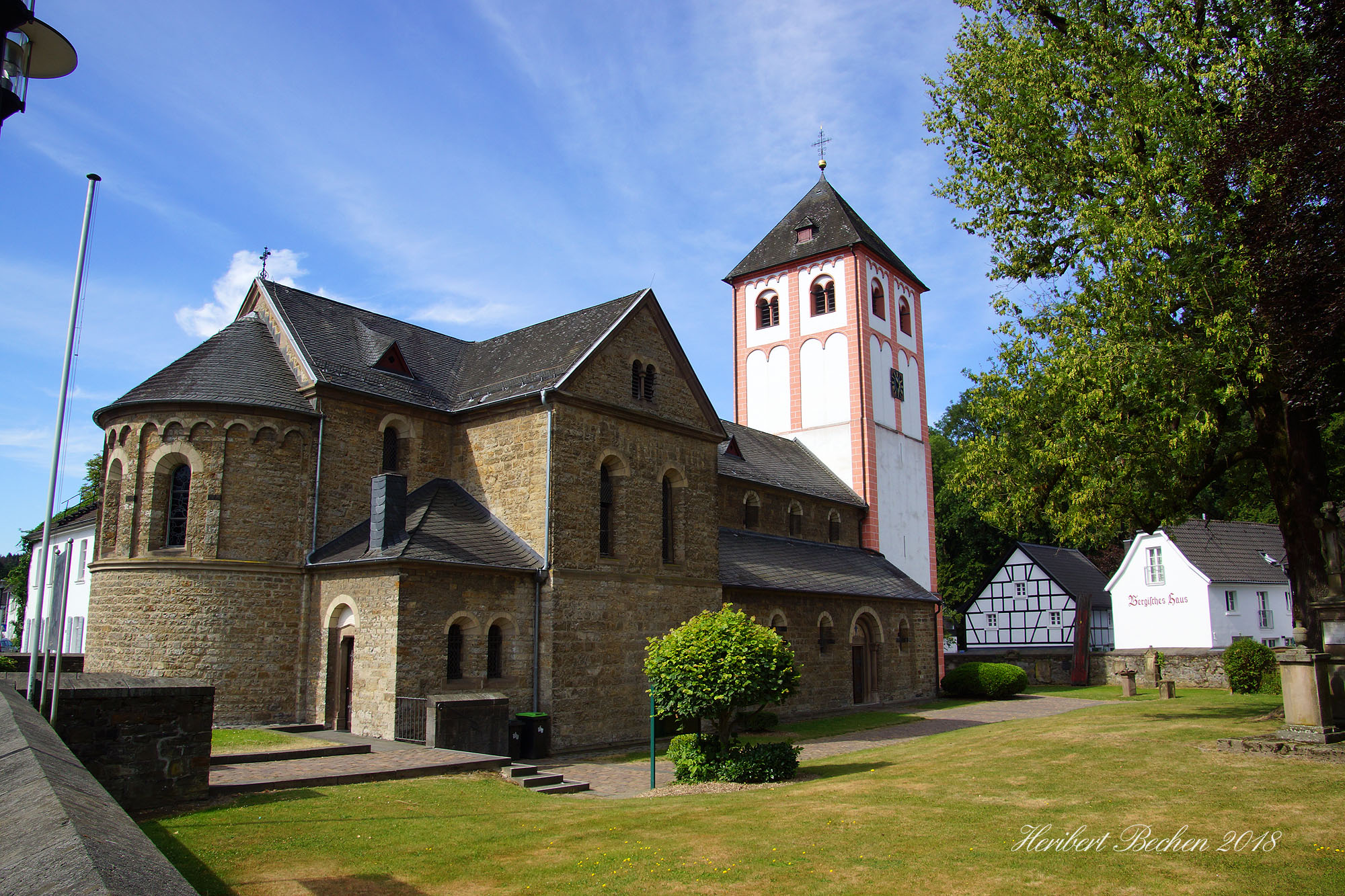
Церковь Св. Панкратия
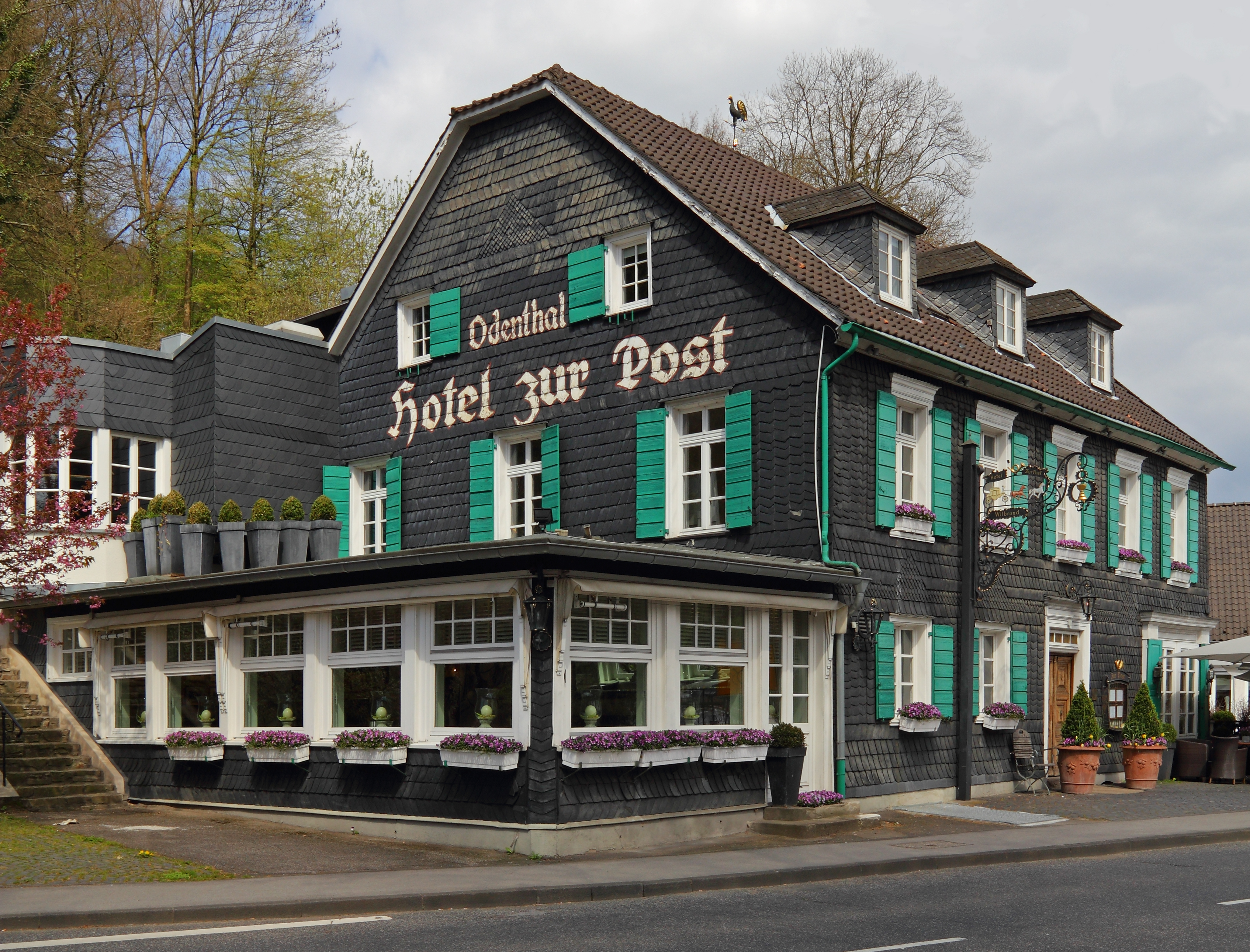
Гостиница "К почте"
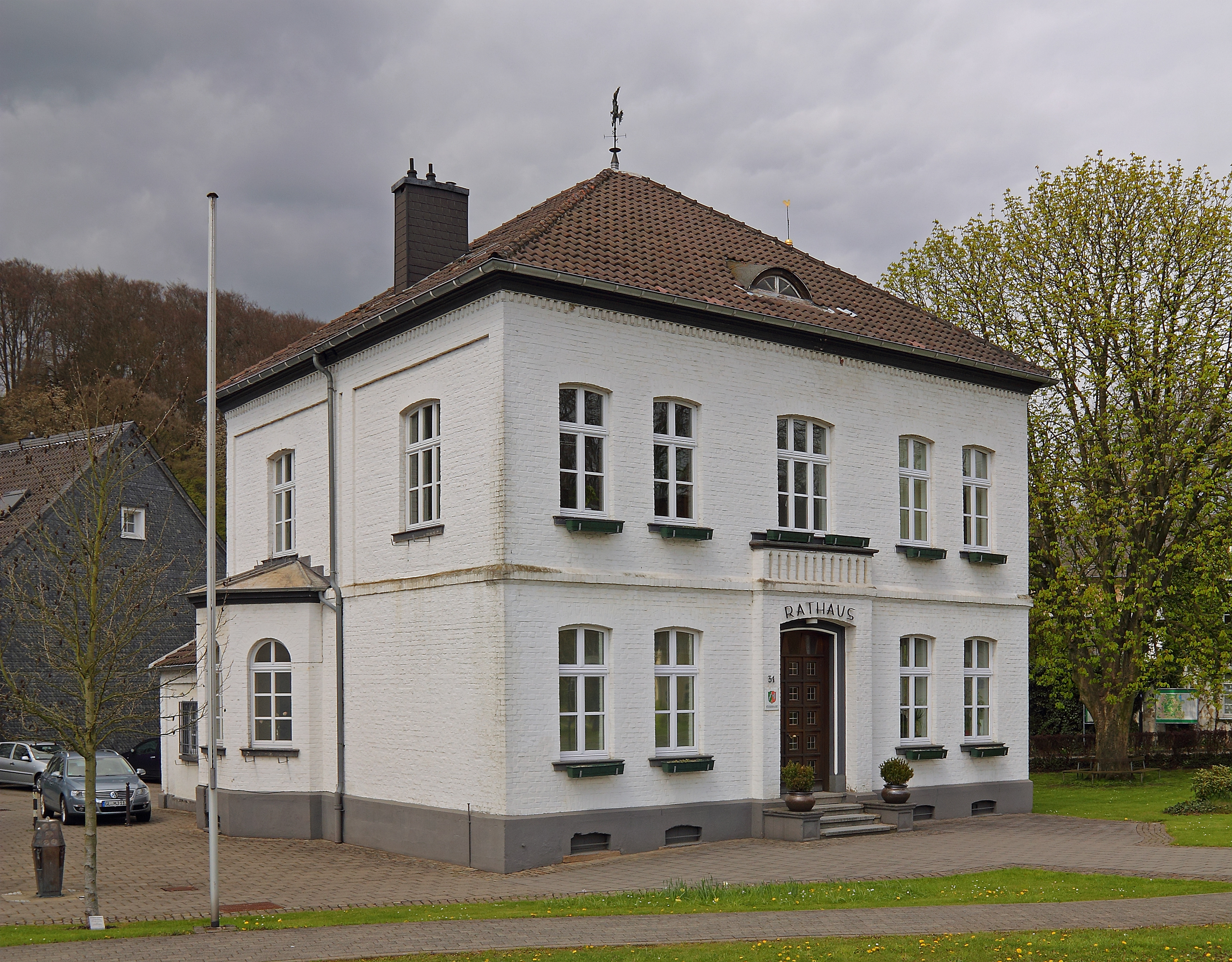
Ратуша
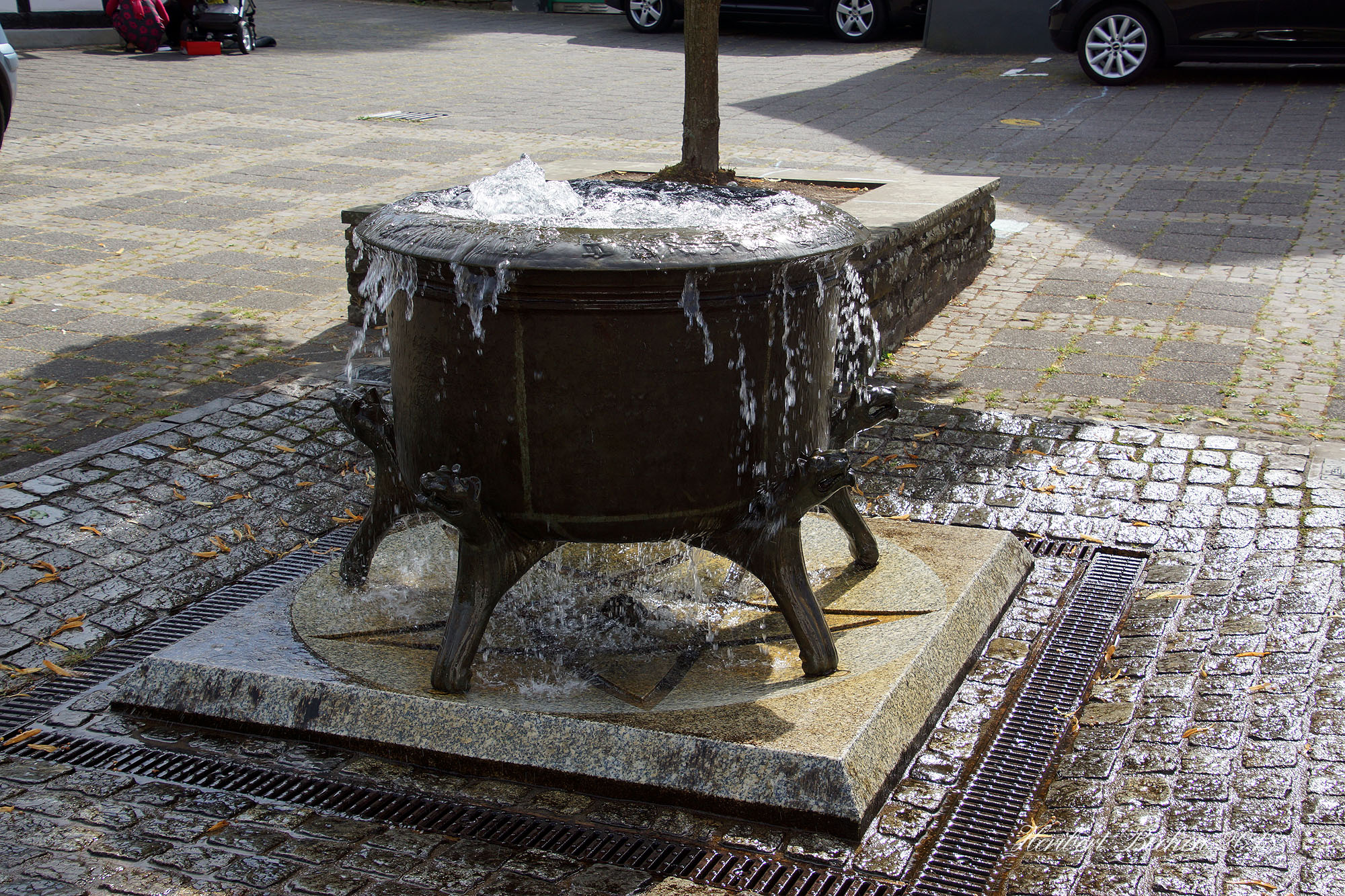
Ведьмин фонтан
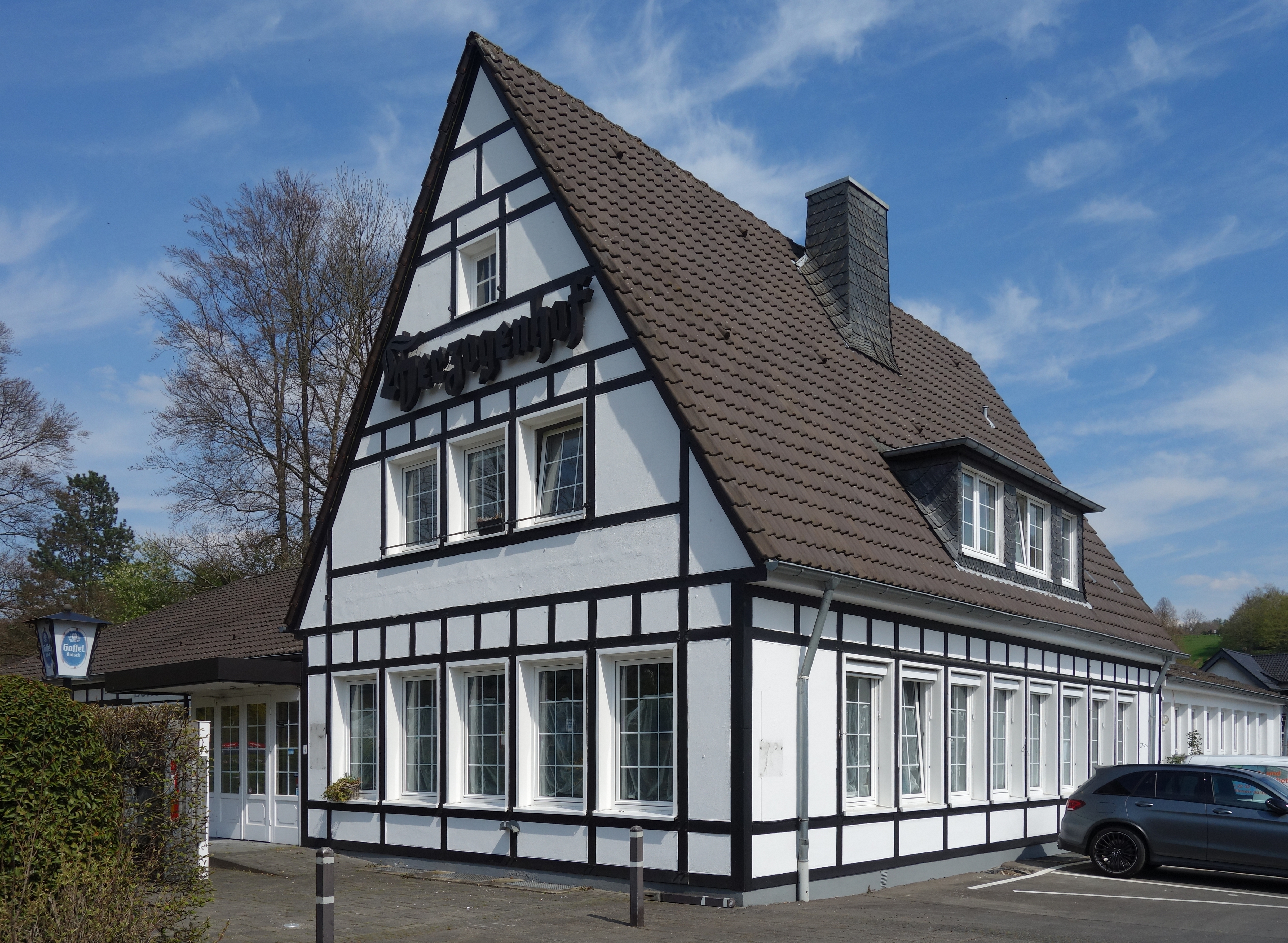
Герцогский двор
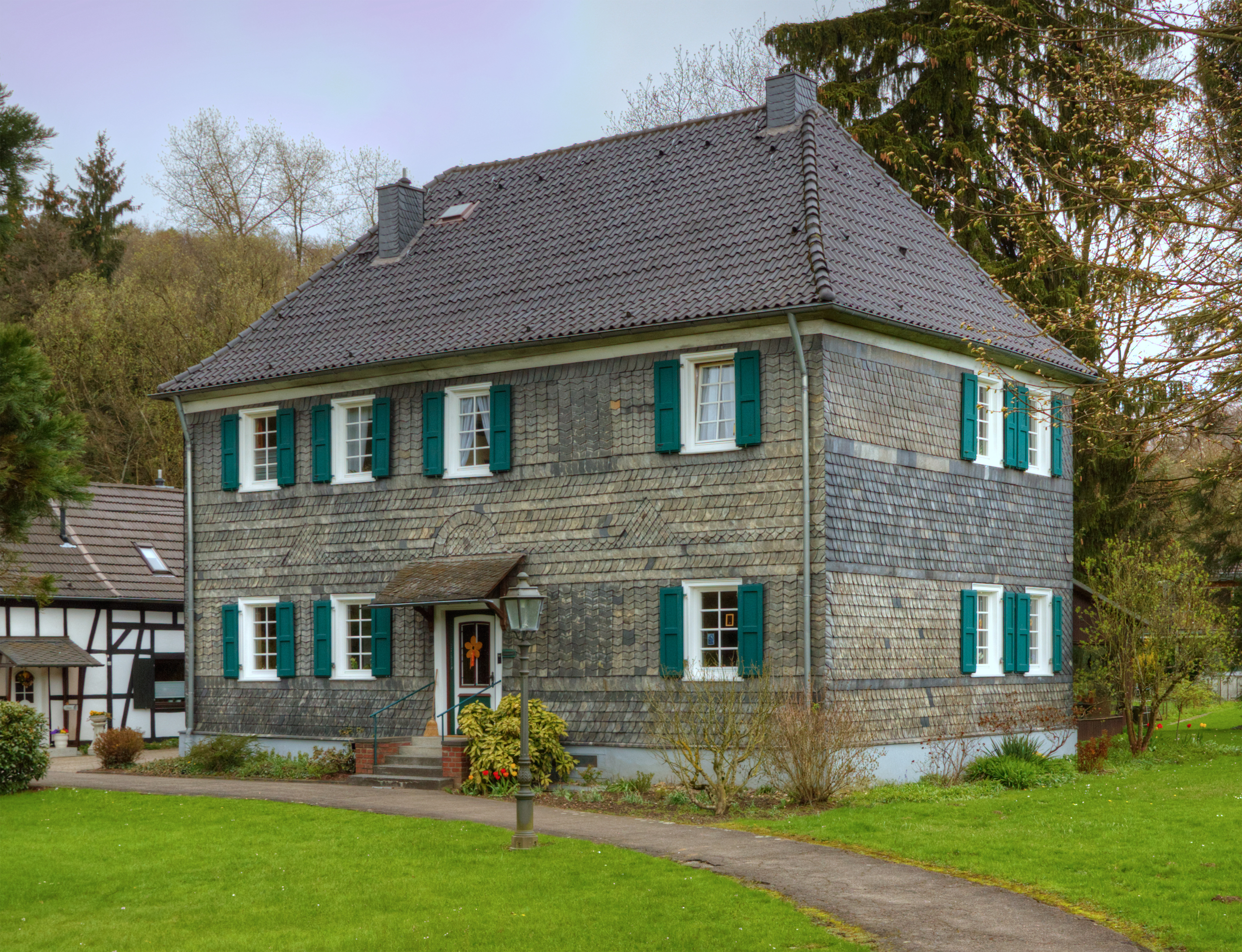
Дом священника